# 核構造
核構造（かくこうぞう）とは、原子核の構造を言う。

## 概要
原子核は核子が集まってできているが、適当に核子がより集まっているのではなく、何かしらの構造を持っていると仮定すると非常に上手く説明出来る事象が数多く存在する。核構造の代表的モデルとしては、原子核の周囲を回る電子と同様に核子がある軌道を回転している殻（シェル）構造をしているという「shell模型」や、原子核全体としては水滴の様な状態であるとする「液滴模型」などがある。shell模型は核崩壊やスピンパリティ、魔法数などを上手く説明し、液滴模型は核分裂（特に自発核分裂）や変形核を上手く説明する。現在は実験によって徐々に核構造の詳細に迫れるようになってきており、実験によって証明された理論がさらなる未知の状態の存在を予言し、実験はそれを証明するためにより詳細な実験を行うという風に、実験と理論が相互に発展する状態となっている。